# Krasnaja Zaria
Krasnaja Zaria (ros. Красная Заря) – wieś w Rosji, w obwodzie orłowskim, ośrodek administracyjny rejonu krasnozorieńskiego.